# Parament

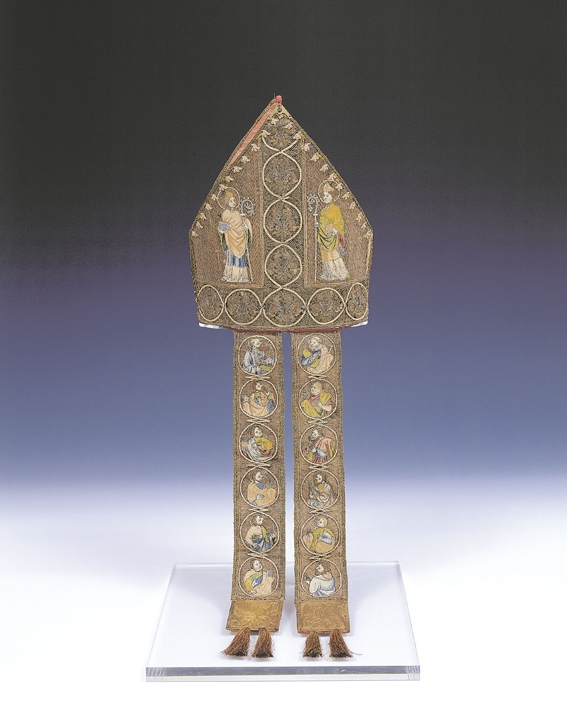
Gebhardsmitra, Ende des 14. Jahrhunderts, Stift Admont

Frater Benno Haan, Dalmatik des Weihnachtsornates (1680), Nadelmalerei und Reliefstickerei, Stift Admont

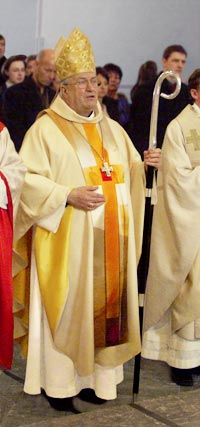
Kardinal Lehmann mit moderner Kasel

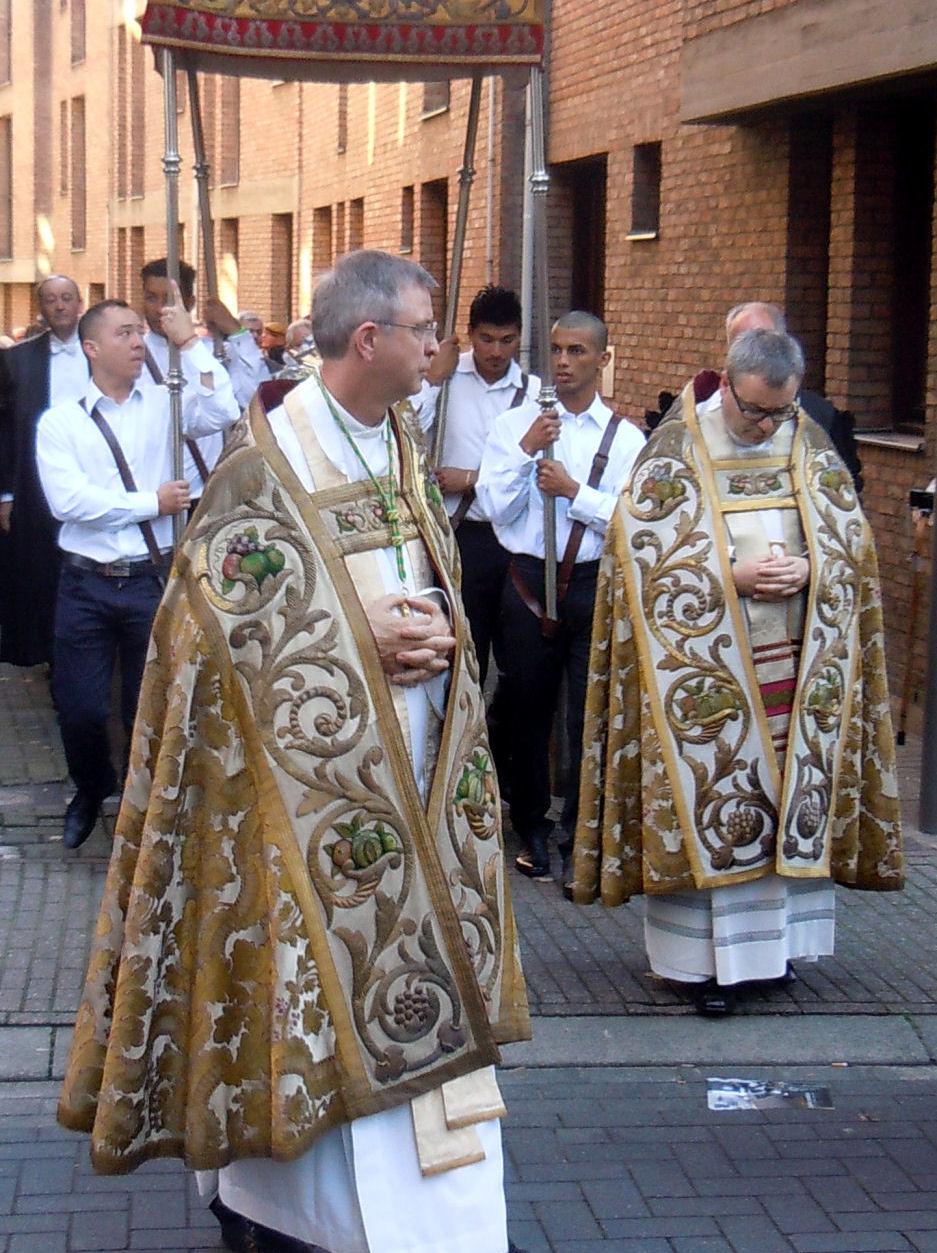
Sakramentsprozession in Antwerpen mit bestickten Chormänteln

Paramente (neulateinische Wortbildung aus parare, „bereiten“ mit dem Suffix -mentum) sind die im Kirchenraum und in der Liturgie verwendeten Textilien z. B. für Liturgische Gewänder oder Antependien, die oftmals künstlerisch aufwendig gestaltet sind.

## Arten von Paramenten
Stola, Manipel und die Obergewänder (Kasel, Dalmatik, Tunicella, Pluviale) der Liturgen sowie Kelchvelum, Pultvelum und Bursa richten sich nach der jeweiligen liturgischen Farbe.
- Das Kelchvelum ist ein Tuch zur Verhüllung des Kelches.
- Das Pultvelum bedeckt das tragbare Pult, auf dem das Messbuch liegt.
- Die Bursa ist eine aufklappbare Tasche mit versteifter Einlage zur Aufbewahrung und Aufnahme des Korporales.

Zu den Paramenten des Altares zählt die sogenannte Kelchwäsche. Sie besteht aus Palla, Korporale, Kelchvelum und Lavabotuch, gefertigt aus reinem Leinen.
- Das Korporale ist ein quadratisches Tuch. Es wird während der Messfeier als Unterlage für Kelch und Hostienschale verwendet.
- Die Palla ist eine quadratische, steife Bedeckung des Kelches. Ihre praktische Bedeutung liegt darin, dass sie eine Verunreinigung oder Verdunstung des Messweines verhindert.
- Das Kelchtuch (Purifikatorium) wird zur Reinigung von Kelch und Hostienschale nach der Kommunion verwendet.
- Das Lavabotuch dient zum Trocknen der Hände nach der Händewaschung.
- Das Altartuch ist die Auflage des Altars. In alten, barocken Kirchen sind Altartücher oft mit wertvoller, handgearbeiteter Spitze verziert.

Man unterscheidet Ziboriumvelum und das Velum als Bekleidungsgegenstand:
- Das Ziboriumvelum ist ein Tuch zum Verhüllen des Gefäßes zur Aufbewahrung des Allerheiligsten.
- Das Velum als liturgische Kleidung wird auch als Schultervelum bezeichnet. Es wird nach antikem Brauch verhüllend um die liturgischen Geräte gelegt, um diese nicht mit bloßen Händen zu berühren.

Weiterhin zählen neben den genannten auch Tücher (wie das Bahrtuch), Velen zur Verhüllung des Kreuzes in der Passionszeit, Vorhänge, Wandbehänge und Teppiche zur Paramentik eines Kirchenraumes.

## Herstellung und Geschichte
Einige Klöster fertigen Paramente an und nehmen auch Ausbesserungsarbeiten vor. Paramentenwerkstätten haben ihren Sitz oft in Wallfahrtsorten oder am Bischofssitz einer Diözese bzw. Erzdiözese. Im Haus der Seidenkultur, einer früheren Paramentenweberei in Krefeld, und im Mutterhaus der Franziskanerinnen vom Göttlichen Herzen Jesu in Gengenbach befinden sich Kunst- und Paramentenmuseen.
Die weltweit älteste evangelische Paramentenwerkstatt geht auf Wilhelm Löhe zurück und ist in einem ehemaligen Betsaal der Diakonissen in Neuendettelsau beheimatet. Löhe gründete 1858 den ersten evangelischen Paramentenverein und publizierte 1857/58 die grundlegende Schrift Vom Schmuck der heiligen Orte. Von Neuendettelsau verbreitete sich die Paramentik schnell weiter, z. B. 1866 nach Dresden an die dortige Diakonissenanstalt, wo nach Martin Eugen Becks Entwürfen gearbeitet wurde. Weitere wichtige Impulse brachte im 20. Jh. der Schriftkünstler Rudolf Koch, der einen Kanon für Symbole und Schriften entwickelte.